# Havsstrandsjordfly
Havsstrandsjordfly (Agrotis ripae) är en fjärilsart som beskrevs av Jacob Hübner 1823. Havsstrandsjordfly ingår i släktet Agrotis och familjen nattflyn. Arten är reproducerande i Sverige. Inga underarter finns listade i Catalogue of Life.